# Cmentarz Żołnierzy Radzieckich w Lwówku Śląskim

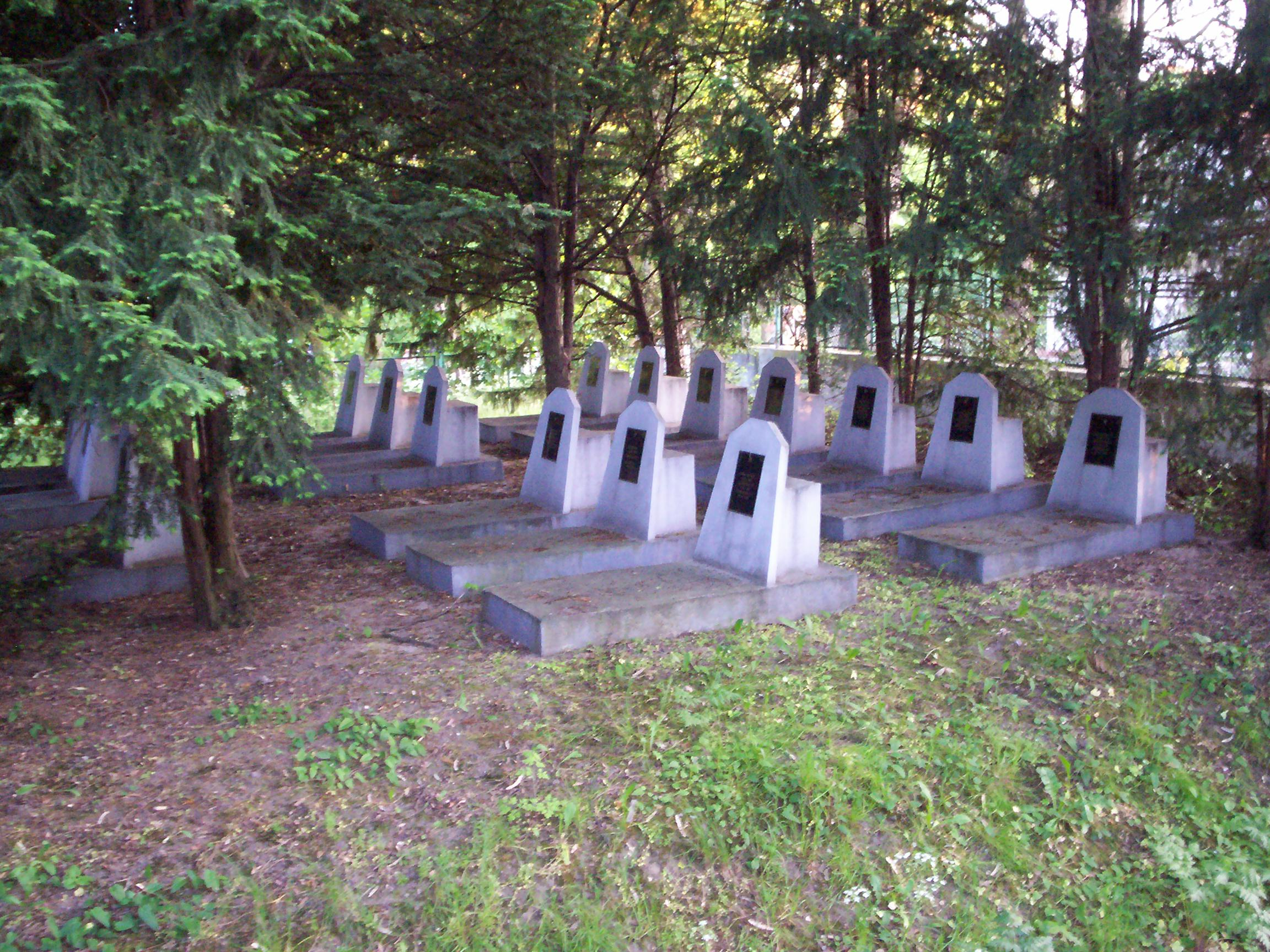
Kwatera na Cmentarzu Żołnierzy Radzieckich

Cmentarz Żołnierzy Radzieckich w Lwówku Śląskim (właśc. Cmentarz Wojenny Żołnierzy Armii Radzieckiej Poległych Podczas II wojny światowej w Lwówku Śląskim) – najmniejszy cmentarz w Lwówku Śląskim, otwarty 9 maja 1947 roku. 

## Lokalizacja cmentarza
Cmentarz znajduje się w północnej części Lwówka Śląskiego, między ulicami: Staszica i Zwycięzców. Od wschodu i północy cmentarz graniczy ze szkołą podstawową nr 2 w Lwówku Śląskim.

## Historia
Cmentarz budowano w latach 1946 – 1947 na terenie przyległym do nieistniejącego obecnie Królewskiego Seminarium Nauczycielskiego (obecnie Szkoła Podstawowa nr 2). Pierwszy pochówek miał miejsce 9 maja 1947 roku. Utrzymaniem porządku i zieleni na cmentarzu zajmuje się zarządca cmentarza komunalnego w Lwówku Śląskim.

### Koncepcja cmentarza
Na ziemi lwóweckiej zginęło i zostało pochowanych w różnych miejscach 172 żołnierzy armii radzieckiej. Ówczesne władze podjęły decyzję o ekshumacji i przetransportowaniu zwłok w jedno, wspólne miejsce. W marcu 1946 r. wykonano mapę z planem cmentarza oraz wejściem, które miało znajdować się od północy. Ostatecznie zmieniono koncepcję cmentarza i bramę ulokowano od wschodniej strony.

### Otwarcie cmentarza
9 maja 1948 r., w Dniu Zwycięstwa - obchodzonym wówczas we wszystkich krajach bloku wschodniego - odbył się pogrzeb żołnierzy radzieckich pochowanych w różnych miejscowościach powiatu lwóweckiego. Po przygotowaniu cmentarza o godz. 9.00 rano, na lwóweckim rynku zebrały się delegacje partii politycznych, placówek edukacyjnych i lokalnych instytucji. Dodatkowo zaproszono honorowy pluton żołnierzy radzieckich z Legnicy oraz wojskową orkiestrę z Jeleniej Góry. 
Po uformowaniu żałobnego konduktu, uczestnicy pogrzebu ruszyli w kierunku Baszty Bramy Bolesławieckiej i dalej drogą w kierunku Bolesławca. Po zbliżeniu się do mostu na Bobrze łączącego Lwówek Śląski i Brunów, nastąpiło spotkanie z wozami konnymi wiozącymi trumny z poległymi żołnierzami. Następnie przy dźwiękach marsza żałobnego skierowano się z powrotem do miasta.
Po przybyciu na cmentarz zwłoki żołnierzy złożono do grobów, a wybrani goście wygłosili przemowy. Znaleźli się wśród nich przedstawiciele: Armii Radzieckiej, Wojska Polskiego, Związku Osadników Wojskowych i partii politycznych, którzy podkreślili w przemówieniach znaczenie „braterstwa polsko-radzieckiego”, zawartego na polach bitew w walce z wojskami hitlerowskimi.
Niestety w 42 zbiorowych mogiłach nie zachowano porządku chronologicznego; nie miał znaczenia stopień wojskowy, czy miejsce śmierci, dlatego osoba poszukująca wybranego żołnierza musi obejść cały cmentarz.

### Początki cmentarza
Przez ponad dziesięć lat cmentarz był pod opieką lwóweckiego Związku Bojowników o Wolność i Demokrację (ZBoWiD’u). Jesienią 1960 r. obowiązek cyklicznego czyszczenia radzieckich grobów oraz pełnienia honorowych wart, postanowiono przerzucić na uczniów położonej obok szkoły. Obawiając się odmowy, zaakcentowano znaczenie tego miejsca:

„W bohaterskiej – heroicznej walce o wolność narodową i społeczną Polski z hitlerowskim zaborcą brali udział żołnierze Armii Czerwonej, synowie Związku Radzieckiego, którzy oddali swe życie również na Ziemi Piastów na Dolnym Śląsku. Widocznym tego dowodem jest cmentarz żołnierzy radzieckich w naszym mieście. Mając na uwadze względy wychowawcze, a także bliską odległość szkoły od cmentarza, Powiatowy Zarząd Związku Bojowników o Wolność i Demokrację w Lwówku Śląskim zwraca się z gorącą prośbą o wzięcie przez Waszą Szkołę trwałej opieki nad tym cmentarzem. Opieka ta polegałaby na dbałości uczniów szkoły o porządek, zieleńce i kwiaty cmentarza, a szczególnie w dniu uroczystości państwowych i rocznie poświęconych walk o Wolność.”

Rada Pedagogiczna szkoły zaakceptowała prośbę 11 listopada 1960 r., jednak cmentarz radziecki nigdy nie odegrał tak ważnej roli, jaką chciał widzieć Związek Bojowników o Wolność i Demokrację (ZBoWiD). Szkoła Podstawowa nr 2 w maju 1963 r. przyjęła imię Bohaterów 10-tej Sudeckiej Dywizji Piechoty. Z tego powodu, podczas świąt państwowych i szkolnych uroczystości, główną rolę odgrywali miejscowi kombatanci i Wojsko Polskie.
Jedynymi okazjami krzewienia pamięci wśród uczniów pobliskiej szkoły podstawowej o zmarłych żołnierzach zdarzały się podczas kolejnych rocznic Rewolucji Październikowej, bądź powstania Armii Czerwonej. Podczas tych rocznic oczyszczano groby, zapalano znicze i kładziono wiązanki kwiatów.
Wartę honorową pełnili harcerze ze szczepu funkcjonującego w tutejszej placówce. 

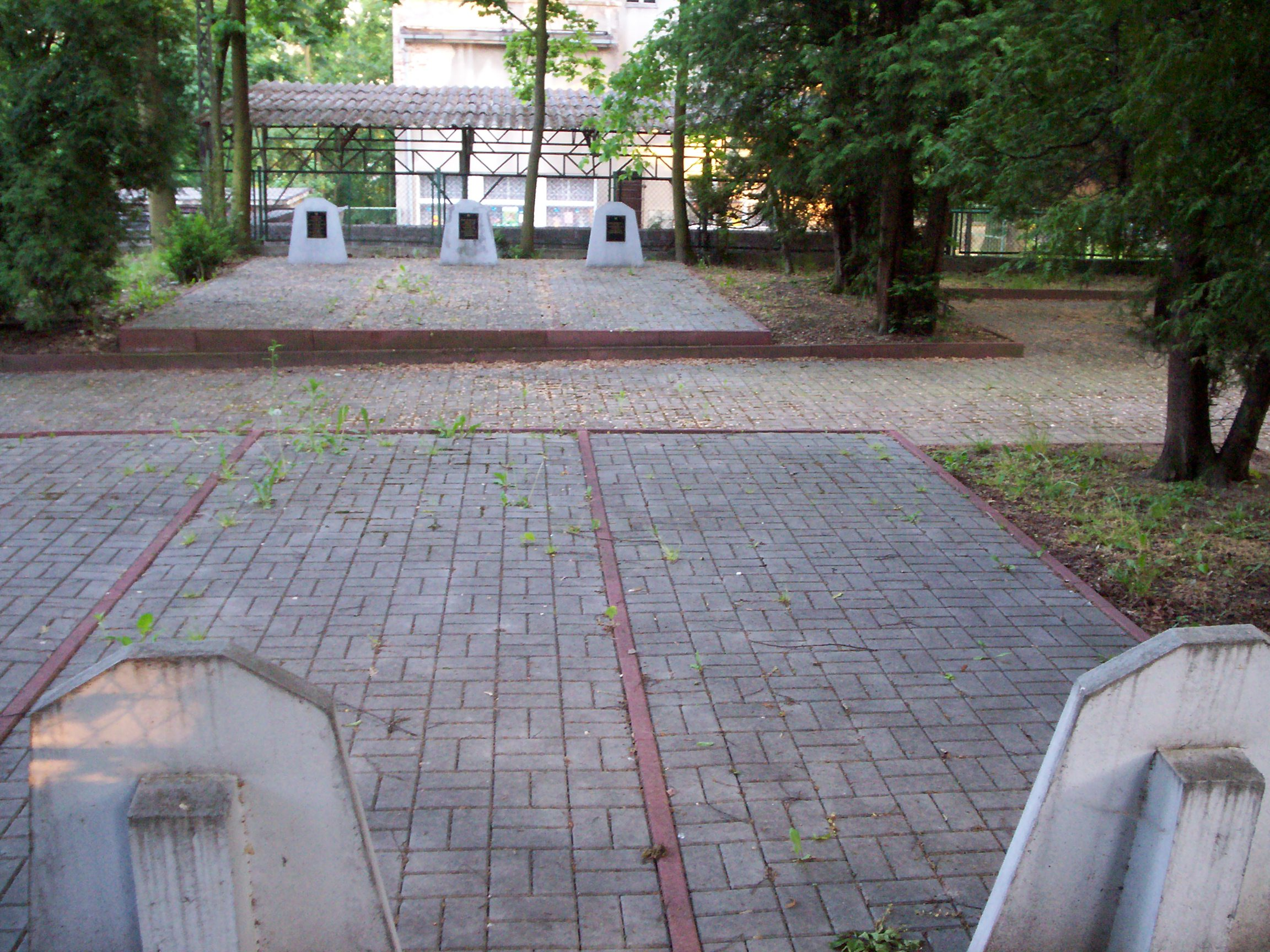
Mogiły

## Charakterystyka
Cmentarz posiada wymiary: 50 x 20 m i powierzchnię 0,10 ha. Wejście na jego obszar jest możliwe jedynie od wschodu (teren szkoły podstawowej). W samym sercu cmentarza znajduje się kilkumetrowy obelisk ze złotą gwiazdą i datą 1945 z dwoma armatami umieszczonymi po bokach pomnika.

## Pochowani
Jedną ze słynniejszych postaci pochowanych na lwóweckim Cmentarzu Żołnierzy Radzieckich jest lejtnant Wasylij Jefremowicz Biełousy (1922 – 1945).
| Pochowani na Cmentarzu Żołnierzy Radzieckich w Lwówku Śląskim | Pochowani na Cmentarzu Żołnierzy Radzieckich w Lwówku Śląskim | Pochowani na Cmentarzu Żołnierzy Radzieckich w Lwówku Śląskim | Pochowani na Cmentarzu Żołnierzy Radzieckich w Lwówku Śląskim | Pochowani na Cmentarzu Żołnierzy Radzieckich w Lwówku Śląskim | Pochowani na Cmentarzu Żołnierzy Radzieckich w Lwówku Śląskim | Pochowani na Cmentarzu Żołnierzy Radzieckich w Lwówku Śląskim | Pochowani na Cmentarzu Żołnierzy Radzieckich w Lwówku Śląskim | Pochowani na Cmentarzu Żołnierzy Radzieckich w Lwówku Śląskim |
| Lp.                                                           | Nazwisko i Imię                                               | Stopień wojskowy                                              | Data śmierci                                                  |                                                               | Lp.                                                           | Nazwisko i Imię                                               | Stopień wojskowy                                              | Data śmierci                                                  |
| ------------------------------------------------------------- | ------------------------------------------------------------- | ------------------------------------------------------------- | ------------------------------------------------------------- | ------------------------------------------------------------- | ------------------------------------------------------------- | ------------------------------------------------------------- | ------------------------------------------------------------- | ------------------------------------------------------------- |
| 1.                                                            | Pimkin Siergiej, syn Matwieja                                 | st. szeregowiec                                               | 11.05.1945 r.                                                 | 87.                                                           | Nieznany                                                      | szeregowiec                                                   | nieznana                                                      |                                                               |
| 2.                                                            | Wysokaja Tatiana, córka Pawła                                 | st. szeregowiec                                               | 10.05.1945 r.                                                 | 88.                                                           | Nieznany                                                      | szeregowiec                                                   | nieznana                                                      |                                                               |
| 3.                                                            | Rapaport Michaił, syn Abrahama                                | podporucznik                                                  | 10.02.1945 r.                                                 | 89.                                                           | Nieznany                                                      | szeregowiec                                                   | nieznana                                                      |                                                               |
| 4.                                                            | Piewnik                                                       | porucznik                                                     | 10.02.1945 r.                                                 | 90.                                                           | Nieznany                                                      | szeregowiec                                                   | nieznana                                                      |                                                               |
| 5.                                                            | Wodniakocki Nikołaj, syn Stiepana                             | st. strzelec                                                  | 23.04.1945 r.                                                 | 91.                                                           | Nieznany                                                      | szeregowiec                                                   | nieznana                                                      |                                                               |
| 6.                                                            | Griszyn                                                       | podporucznik                                                  | 15.02.1945 r.                                                 | 92.                                                           | Nieznany                                                      | szeregowiec                                                   | nieznana                                                      |                                                               |
| 7.                                                            | Potaszyn Konstantin, syn Wasilija                             | sierżant                                                      | 23.04.1945 r.                                                 | 93.                                                           | Nieznany                                                      | szeregowiec                                                   | nieznana                                                      |                                                               |
| 8.                                                            | Ledienow Fiodor, syn Zachara                                  | sierżant                                                      | 23.04.1945 r.                                                 | 94.                                                           | Botnarczik Filip, syn Tomasza                                 | szeregowiec                                                   | 9.03.1945 r.                                                  |                                                               |
| 9.                                                            | Turow Rusalim                                                 | mł. sierżant                                                  | 23.04.1945 r.                                                 | 95.                                                           | Nieznany                                                      | szeregowiec                                                   | nieznana                                                      |                                                               |
| 10.                                                           | Zacharow Iwan, syn Michaiła                                   | strzelec                                                      | 23.04.1945 r.                                                 | 96.                                                           | Nieznany                                                      | szeregowiec                                                   | nieznana                                                      |                                                               |
| 11.                                                           | Szlapis Michaił, syn Wasilija                                 | strzelec                                                      | 23.04.1945 r.                                                 | 97.                                                           | Nieznany                                                      | szeregowiec                                                   | nieznana                                                      |                                                               |
| 12.                                                           | Smirnow Iwan, syn Alksandra                                   | strzelec                                                      | 23.04.1945 r.                                                 | 98.                                                           | Nieznany                                                      | szeregowiec                                                   | nieznana                                                      |                                                               |
| 13.                                                           | Chanow Haim                                                   | kapitan                                                       | 20.02.1945 r.                                                 | 99.                                                           | Nieznany                                                      | szeregowiec                                                   | nieznana                                                      |                                                               |
| 14.                                                           | Kierolica Ławrientij, syn Pawła                               | strzelec                                                      | 20.04.1945 r.                                                 | 100.                                                          | Woropajew Wiktor, syn Dimitrija                               | szeregowiec                                                   | 6.03.1945 r.                                                  |                                                               |
| 15.                                                           | Tkaczew J.                                                    | porucznik                                                     | 17.02.1945 r.                                                 | 101.                                                          | Nieznany                                                      | szeregowiec                                                   | nieznana                                                      |                                                               |
| 16.                                                           | Ałtszuler Borys                                               | porucznik                                                     | 16.02.1945 r.                                                 | 102.                                                          | Nikitin Aleksiej, syn Aleksandra                              | sierżant                                                      | 24.02.1945 r.                                                 |                                                               |
| 17.                                                           | Oriechow P.                                                   | strzelec                                                      | 15.02.1945 r.                                                 | 103.                                                          | Nieznany                                                      | szeregowiec                                                   | nieznana                                                      |                                                               |
| 18.                                                           | Czernych T.                                                   | strzelec                                                      | 15.02.1945 r.                                                 | 104.                                                          | Nieznany                                                      | szeregowiec                                                   | nieznana                                                      |                                                               |
| 19.                                                           | Nowikow W.                                                    | strzelec                                                      | 15.02.1945 r.                                                 | 105.                                                          | Nieznany                                                      | szeregowiec                                                   | nieznana                                                      |                                                               |
| 20.                                                           | Czuprijanowicz S.                                             | sierżant                                                      | 19.02.1945 r.                                                 | 106.                                                          | Nieznany                                                      | szeregowiec                                                   | nieznana                                                      |                                                               |
| 21.                                                           | Soljakow K.                                                   | sierżant                                                      | 19.02.1945 r.                                                 | 107.                                                          | Nieznany                                                      | szeregowiec                                                   | nieznana                                                      |                                                               |
| 22.                                                           | Nowikow W.                                                    | szeregowiec                                                   | 19.02.1945 r.                                                 | 108.                                                          | Nieznany                                                      | szeregowiec                                                   | nieznana                                                      |                                                               |
| 23.                                                           | Kruszelnicki J.                                               | porucznik                                                     | 17.02.1945 r.                                                 | 109.                                                          | Nieznany                                                      | szeregowiec                                                   | nieznana                                                      |                                                               |
| 24.                                                           | Nieznany                                                      | podporucznik                                                  | 17.02.1945 r.                                                 | 110.                                                          | Nieznany                                                      | szeregowiec                                                   | nieznana                                                      |                                                               |
| 25.                                                           | Fiodorow Władimir, syn Andrzeja                               | sierżant                                                      | 24.02.1945 r.                                                 | 111.                                                          | Nieznany                                                      | szeregowiec                                                   | nieznana                                                      |                                                               |
| 26.                                                           | Niemcow Iwan, syn Pawła                                       | sierżant                                                      | 25.02.1945 r.                                                 | 112.                                                          | Nieznany                                                      | szeregowiec                                                   | nieznana                                                      |                                                               |
| 27.                                                           | Zozula Andriej, syn Nikołaja                                  | szeregowiec                                                   | 10.06.1945 r.                                                 | 113.                                                          | Nieznany                                                      | szeregowiec                                                   | nieznana                                                      |                                                               |
| 28.                                                           | Gromczin S.                                                   | szeregowiec                                                   | nieznana                                                      | 114.                                                          | Nieznany                                                      | szeregowiec                                                   | nieznana                                                      |                                                               |
| 29.                                                           | Golego Aleksander, syn Antona                                 | strzelec                                                      | 1.03.1945 r.                                                  | 115.                                                          | Nieznany                                                      | szeregowiec                                                   | nieznana                                                      |                                                               |
| 30.                                                           | Timaszew Łazar, syn Wasilija                                  | strzelec                                                      | 20.01.1945 r.                                                 | 116.                                                          | Nieznany                                                      | szeregowiec                                                   | nieznana                                                      |                                                               |
| 31.                                                           | Kondraurow Dmitrij, syn Siergieja                             | st. szeregowiec                                               | 13.04.1945 r.                                                 | 117.                                                          | Nieznany                                                      | szeregowiec                                                   | nieznana                                                      |                                                               |
| 32.                                                           | Szychomizow Nikołaj, syn Trofika                              | st. szeregowiec                                               | 13.04.1945 r.                                                 | 118.                                                          | Nieznany                                                      | szeregowiec                                                   | nieznana                                                      |                                                               |
| 33.                                                           | Dawidienko Aleksander, syn Michaiła                           | st. szeregowiec                                               | 21.02.1945 r.                                                 | 119.                                                          | Nieznany                                                      | szeregowiec                                                   | nieznana                                                      |                                                               |
| 34.                                                           | Szalcyc Anton, syn Jurija                                     | st. szeregowiec                                               | 9.04.1945 r.                                                  | 120.                                                          | Nieznany                                                      | szeregowiec                                                   | nieznana                                                      |                                                               |
| 35.                                                           | Smiechow A.                                                   | kapitan                                                       | 06.1945 r.                                                    | 121.                                                          | Nieznany                                                      | szeregowiec                                                   | nieznana                                                      |                                                               |
| 36.                                                           | Kolesnikow I.                                                 | kapitan                                                       | 06.1945 r.                                                    | 122.                                                          | Nieznany                                                      | szeregowiec                                                   | nieznana                                                      |                                                               |
| 37.                                                           | Kraszennikow A.                                               | porucznik                                                     | 8.05.1945 r.                                                  | 123.                                                          | Nieznany                                                      | szeregowiec                                                   | nieznana                                                      |                                                               |
| 38.                                                           | Bodriaszwili A.                                               | podporucznik                                                  | 8.05.1945 r.                                                  | 124.                                                          | Nieznany                                                      | szeregowiec                                                   | nieznana                                                      |                                                               |
| 39.                                                           | Syszczikow A.                                                 | st. sierżant                                                  | 8.05.1945 r.                                                  | 125.                                                          | Nieznany                                                      | szeregowiec                                                   | nieznana                                                      |                                                               |
| 40.                                                           | Musabalin R.                                                  | szeregowiec                                                   | 8.05.1945 r.                                                  | 126.                                                          | Nieznany                                                      | szeregowiec                                                   | nieznana                                                      |                                                               |
| 41.                                                           | Mielniczenko R.                                               | szeregowiec                                                   | 8.05.1945 r.                                                  | 127.                                                          | Nieznany                                                      | szeregowiec                                                   | nieznana                                                      |                                                               |
| 42.                                                           | Małyszow J.                                                   | szeregowiec                                                   | 8.05.1945 r.                                                  | 128.                                                          | Nieznany                                                      | szeregowiec                                                   | nieznana                                                      |                                                               |
| 43.                                                           | Riabołajko T.                                                 | szeregowiec                                                   | 8.05.1945 r.                                                  | 129.                                                          | Nieznany                                                      | szeregowiec                                                   | nieznana                                                      |                                                               |
| 44.                                                           | Abdułajew A.                                                  | szeregowiec                                                   | 8.05.1945 r.                                                  | 130.                                                          | Nieznany                                                      | szeregowiec                                                   | nieznana                                                      |                                                               |
| 45.                                                           | Kowalewski A.                                                 | st. sierżant                                                  | 8.05.1945 r.                                                  | 131.                                                          | Nieznany                                                      | szeregowiec                                                   | nieznana                                                      |                                                               |
| 46.                                                           | Łopatnikow T.                                                 | st. szeregowiec                                               | 8.05.1945 r.                                                  | 132.                                                          | Nieznany                                                      | szeregowiec                                                   | nieznana                                                      |                                                               |
| 47.                                                           | Chodiejew A.                                                  | szeregowiec                                                   | 8.05.1945 r.                                                  | 133.                                                          | Nieznany                                                      | szeregowiec                                                   | nieznana                                                      |                                                               |
| 48.                                                           | Mielnikow I.                                                  | szeregowiec                                                   | 8.05.1945 r.                                                  | 134.                                                          | Iwaryc N.                                                     | st. sierżant                                                  | 17.04.1945 r.                                                 |                                                               |
| 49.                                                           | Awasow J.                                                     | szeregowiec                                                   | 8.05.1945 r.                                                  | 135.                                                          | Biezinow W.                                                   | szeregowiec                                                   | 17.04.1945 r.                                                 |                                                               |
| 50.                                                           | Poczkajło A.                                                  | szeregowiec                                                   | 8.05.1945 r.                                                  | 136.                                                          | Buliagin                                                      | szeregowiec                                                   | 17.04.1945 r.                                                 |                                                               |
| 51.                                                           | Woronow J.                                                    | szeregowiec                                                   | 8.05.1945 r.                                                  | 137.                                                          | Nieznany                                                      | szeregowiec                                                   | nieznana                                                      |                                                               |
| 52.                                                           | Azarczin W. W.                                                | szeregowiec                                                   | 8.05.1945 r.                                                  | 138.                                                          | Nieznany                                                      | szeregowiec                                                   | nieznana                                                      |                                                               |
| 53.                                                           | Kołodnyj N.                                                   | szeregowiec                                                   | 8.05.1945 r.                                                  | 139.                                                          | Nieznany                                                      | szeregowiec                                                   | nieznana                                                      |                                                               |
| 54.                                                           | Potjatin P. W.                                                | sierżant                                                      | 12.04.1945 r.                                                 | 140.                                                          | Nieznany                                                      | szeregowiec                                                   | nieznana                                                      |                                                               |
| 55.                                                           | Potocznyj Paweł                                               | sierżant                                                      | 12.05.1945 r.                                                 | 141.                                                          | Nieznany                                                      | szeregowiec                                                   | nieznana                                                      |                                                               |
| 56.                                                           | Panin Michaił st.                                             | strzelec                                                      | 18.02.1945 r.                                                 | 142.                                                          | Nieznany                                                      | szeregowiec                                                   | nieznana                                                      |                                                               |
| 57.                                                           | Jemfanow Tomasz, syn Siergieja                                | szeregowiec                                                   | 16.06.1945 r.                                                 | 143.                                                          | Nieznany                                                      | szeregowiec                                                   | nieznana                                                      |                                                               |
| 58.                                                           | Kursiewicz Nikołaj, syn Wasilija                              | szeregowiec                                                   | 16.06.1945 r.                                                 | 144.                                                          | Nieznany                                                      | szeregowiec                                                   | nieznana                                                      |                                                               |
| 59.                                                           | Nieznany                                                      | szeregowiec                                                   | nieznana                                                      | 145.                                                          | Ipawnikow W., syn Władimira                                   | szeregowiec                                                   | 16.06.1945 r.                                                 |                                                               |
| 60.                                                           | Osipienko Inokientij, syn Andrieja                            | szeregowiec                                                   | 16.06.1945 r.                                                 | 146.                                                          | Nieznany                                                      | szeregowiec                                                   | nieznana                                                      |                                                               |
| 61.                                                           | Burszyj Wiktor, syn Andrieja                                  | st. strzelec                                                  | 16.06.1945 r.                                                 | 147.                                                          | Nieznany                                                      | szeregowiec                                                   | nieznana                                                      |                                                               |
| 62.                                                           | Biełousy Jefremowicz Wasylij                                  | porucznik                                                     | 27.02.1945 r.                                                 | 148.                                                          | Nieznany                                                      | szeregowiec                                                   | nieznana                                                      |                                                               |
| 63.                                                           | Nikołaj Michaił, syn Dimitrija                                | szeregowiec                                                   | 1.08.1945 r.                                                  | 149.                                                          | Nieznany                                                      | szeregowiec                                                   | nieznana                                                      |                                                               |
| 64.                                                           | Kuratanow Uła                                                 | szeregowiec                                                   | 22.08.1945 r.                                                 | 150.                                                          | Nieznany                                                      | szeregowiec                                                   | nieznana                                                      |                                                               |
| 65.                                                           | Bieryza Alekander                                             | szeregowiec                                                   | nieznana                                                      | 151.                                                          | Nieznany                                                      | szeregowiec                                                   | nieznana                                                      |                                                               |
| 66.                                                           | Pyszniak F. P.                                                | szeregowiec                                                   | 8.05.1945 r.                                                  | 152.                                                          | Łaszuk Iwan, syn Michaiła                                     | szeregowiec                                                   | 23.02.1945 r.                                                 |                                                               |
| 67.                                                           | Koropszuł L. B.                                               | szeregowiec                                                   | 8.05.1945 r.                                                  | 153.                                                          | Wasilewicz Czesław                                            | szeregowiec                                                   | 4.08.1945 r.                                                  |                                                               |
| 68.                                                           | Nieznany                                                      | szeregowiec                                                   | nieznana                                                      | 154.                                                          | Matyczenko W., syn Grigorija                                  | sierżant                                                      | 9.05.1945 r.                                                  |                                                               |
| 69.                                                           | Tomin Michaił, syn Szymona                                    | podporucznik                                                  | 21.02.1945 r.                                                 | 155.                                                          | Łanszakow N., syn Jewgienija                                  | szeregowiec                                                   | 9.05.1945 r.                                                  |                                                               |
| 70.                                                           | Samojłow Andriej, syn Iwana                                   | strzelec                                                      | 21.02.1945 r.                                                 | 156.                                                          | Skrypko W.                                                    | szeregowiec                                                   | 9.05.1945 r.                                                  |                                                               |
| 71.                                                           | Kuliczenko Wiktor, syn Iwana                                  | kapral                                                        | 1.04.1945 r.                                                  | 157.                                                          | Agapow A., syn Władimira                                      | szeregowiec                                                   | 9.05.1945 r.                                                  |                                                               |
| 72.                                                           | Miasnyj Wiktor, syn Jewdokina                                 | sierżant                                                      | 16.02.1945 r.                                                 | 158.                                                          | Pawłowskij K.                                                 | szeregowiec                                                   | 5.05.1945 r.                                                  |                                                               |
| 73.                                                           | Nieznany                                                      | szeregowiec                                                   | nieznana                                                      | 159.                                                          | Piotrowskij K., syn Fiodora                                   | szeregowiec                                                   | 11.05.1945 r.                                                 |                                                               |
| 74.                                                           | Nieznany                                                      | szeregowiec                                                   | nieznana                                                      | 160.                                                          | Kouchan H., Michałowicz                                       | szeregowiec                                                   | nieznana                                                      |                                                               |
| 75.                                                           | Nieznany                                                      | szeregowiec                                                   | nieznana                                                      | 161.                                                          | Kamszy N., syn Pawła                                          | kapral                                                        | 5.05.1945 r.                                                  |                                                               |
| 76.                                                           | Nieznany                                                      | szeregowiec                                                   | nieznana                                                      | 162.                                                          | Maraj N., syn Władimira                                       | szeregowiec                                                   | nieznana                                                      |                                                               |
| 77.                                                           | Mczijenko Iwan, syn Timofieja                                 | st. sierżant                                                  | 6.04.1945 r.                                                  | 163.                                                          | Kudria Nikołaj, syn Siepana                                   | szeregowiec                                                   | 28.03.1945 r.                                                 |                                                               |
| 78.                                                           | Warankin Nikifor, syn Fiodora                                 | sierżant                                                      | 6.04.1945 r.                                                  | 164.                                                          | Biełonos N.                                                   | szeregowiec                                                   | 11.05.1945 r.                                                 |                                                               |
| 79.                                                           | Nikiszwil Michaił, syn Siemiona                               | sierżant                                                      | 27.03.1945 r.                                                 | 165.                                                          | Filipowicz Danijel                                            | sierżant                                                      | 25.04.1945 r.                                                 |                                                               |
| 80.                                                           | Nieznany                                                      | szeregowiec                                                   | nieznana                                                      | 166.                                                          | Barbarienko                                                   | sierżant                                                      | 25.04.1945 r.                                                 |                                                               |
| 81.                                                           | Nieznany                                                      | szeregowiec                                                   | nieznana                                                      | 167.                                                          | Czokaczer Jan, syn Leona                                      | sierżant                                                      | 25.04.1945 r.                                                 |                                                               |
| 82.                                                           | Nieznany                                                      | szeregowiec                                                   | nieznana                                                      | 168.                                                          | Kaczorow Georgij, syn Harazima                                | porucznik                                                     | 12.08.1945 r.                                                 |                                                               |
| 83.                                                           | Nieznany                                                      | szeregowiec                                                   | nieznana                                                      | 169.                                                          | Szamura Boris, syn Daniiła                                    | szeregowiec                                                   | nieznana                                                      |                                                               |
| 84.                                                           | Nieznany                                                      | szeregowiec                                                   | nieznana                                                      | 170.                                                          | Koropszyl Leon, syn Borisa                                    | szeregowiec                                                   | 8.05.1945 r.                                                  |                                                               |
| 85.                                                           | Nieznany                                                      | szeregowiec                                                   | nieznana                                                      | 171.                                                          | Wołodimirow Aleksander, syn Aleksandra                        | szeregowiec                                                   | 18.05.1945 r.                                                 |                                                               |
| 86.                                                           | Nieznany                                                      | szeregowiec                                                   | nieznana                                                      | 172.                                                          | Bietaja N., syn Fiodora                                       | szeregowiec                                                   | 11.05.1945 r.                                                 |                                                               |

## Galeria

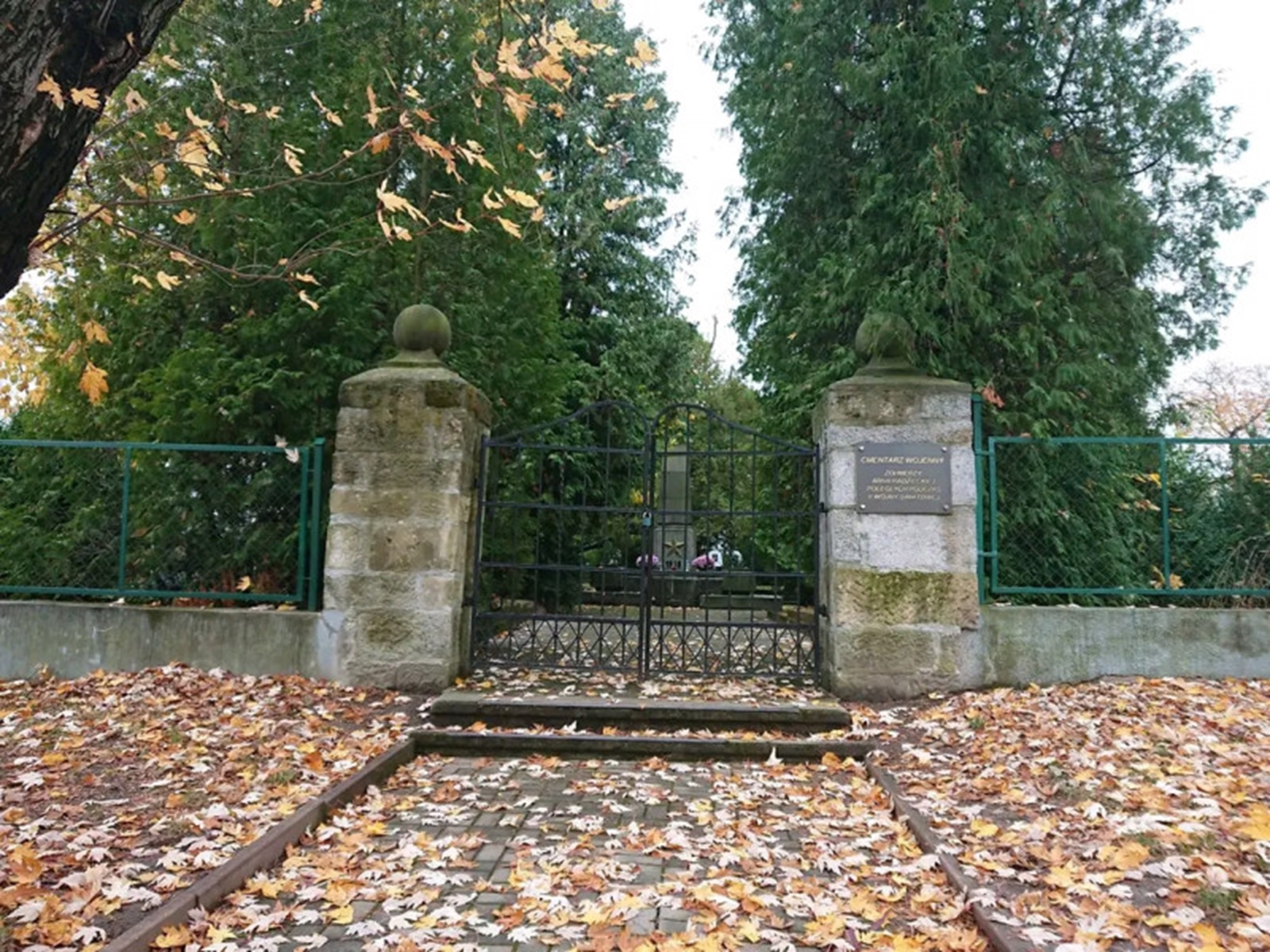
Brama cmentarza
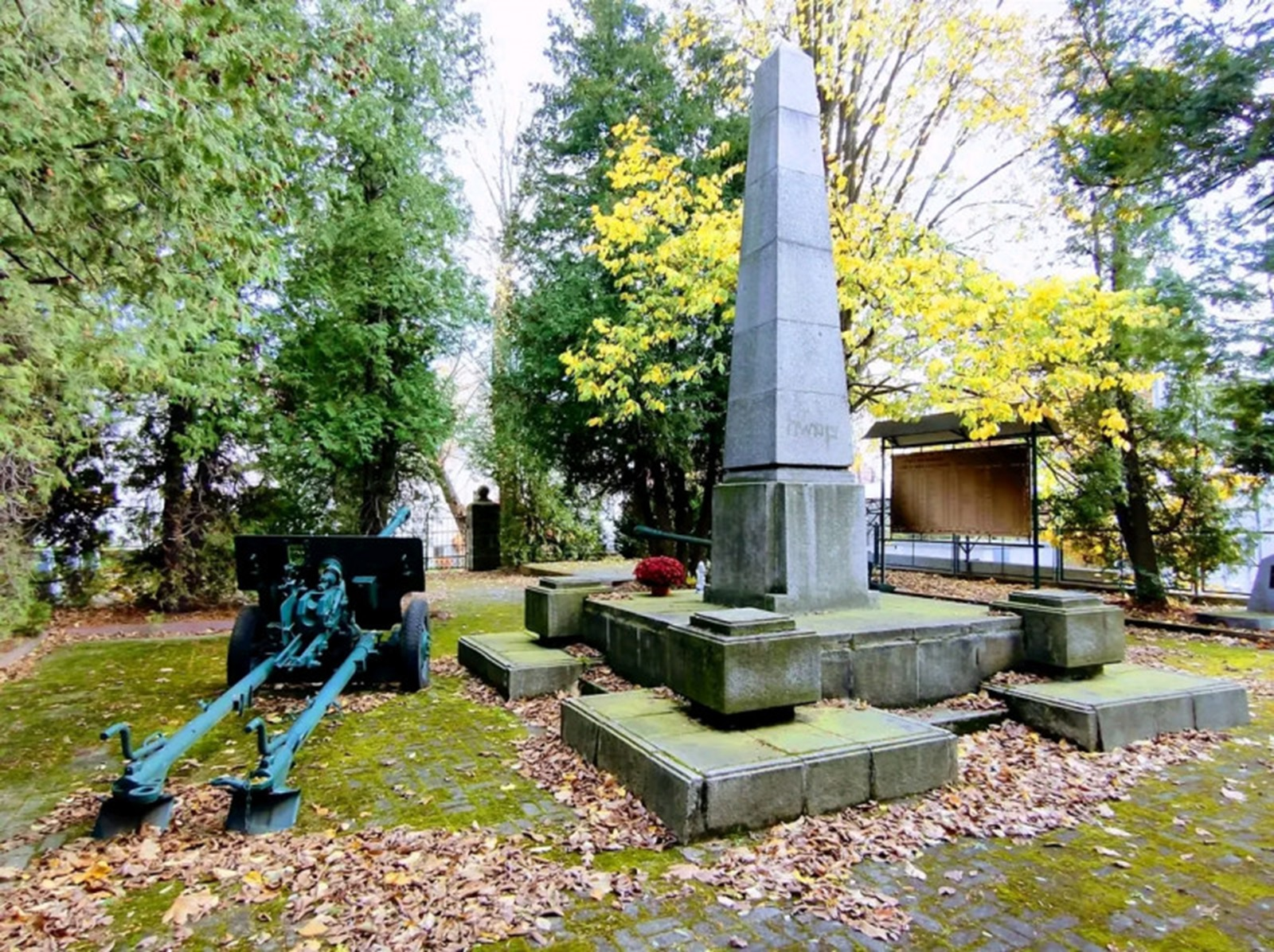
Obelisk
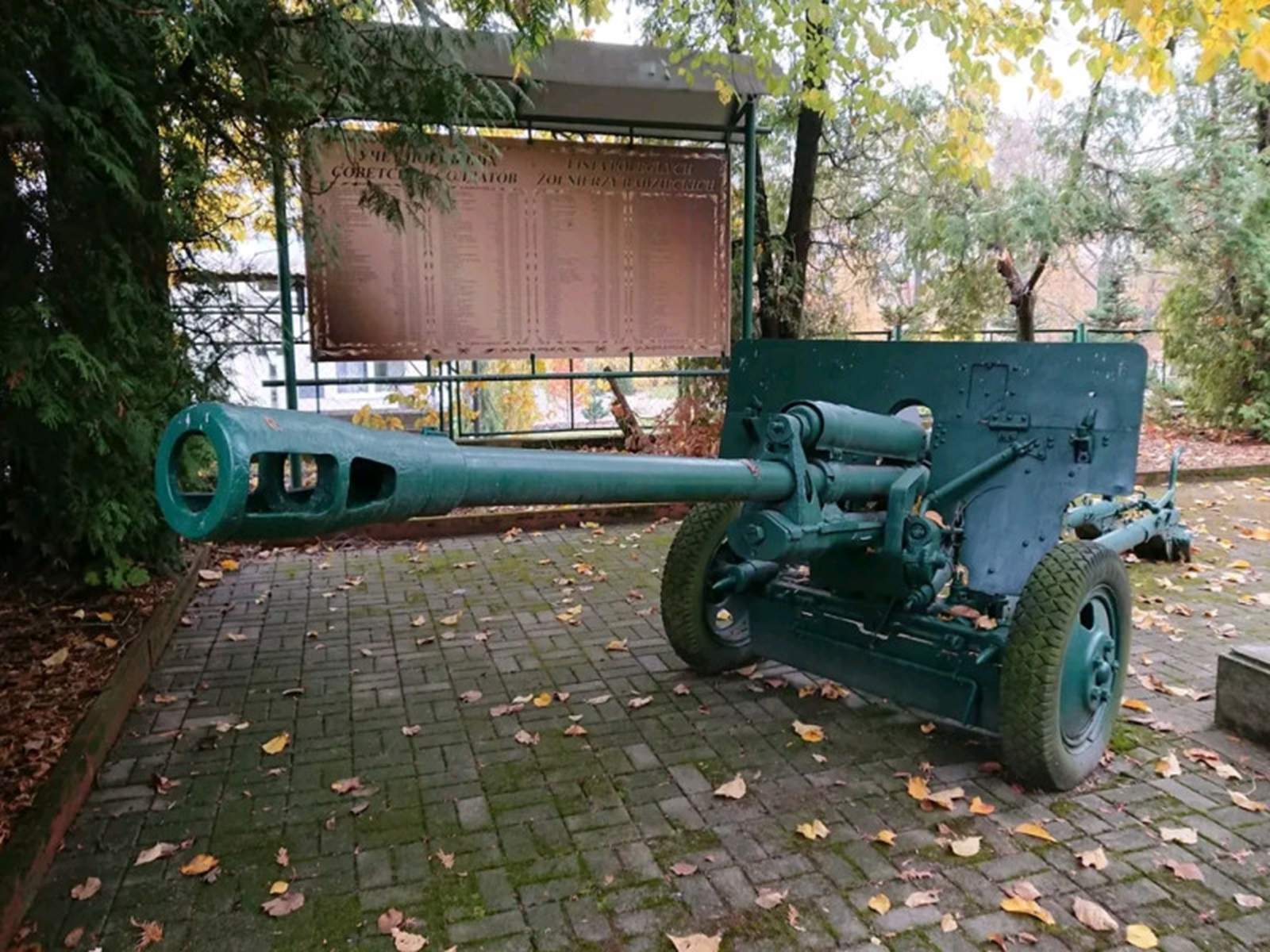
Działo